# NGC 7628
NGC 7628 је елиптична галаксија у сазвежђу Пегаз која се налази на NGC листи објеката дубоког неба.
Деклинација објекта је + 25° 53' 55" а ректасцензија 23h 20m 55,0s. Привидна величина (магнитуда) објекта NGC 7628 износи 12,8 а фотографска магнитуда 13,8. NGC 7628 је још познат и под ознакама UGC 12534, MCG 4-55-5, CGCG 476-14, PGC 71153.